# Ercole contro i tiranni di Babilonia
Ercole contro i tiranni di Babilonia è un film peplum del 1964 di Domenico Paolella.

## Trama
Esperia, la regina dell'Ellade viene catturata e imprigionata insieme ad altri elleni a Babilonia durante un viaggio dai tiranni locali, che ignorano la sua identità: Salmanassar, guerriero valoroso ma iracondo; Assur, statista sapiente e astuto ma infido; e la loro sorella Tanit, tanto affascinante quanto disposta a tutto. Ercole si incammina per liberare la sua regina e punire i crudeli tiranni, e nel cammino sconfigge numerosi soldati e predoni facendo sì che si sparga la voce di un uomo capace da solo di sgominare un intero esercito. 
Anche il re di Assiria Phaleg è a conoscenza del fatto, e vuole sposare Esperia con le buone o con le cattive per proclamarsi legittimo re dell'Ellade e accrescere il suo potere.
Dopo essersi presentato al cospetto dei sovrani di Babilonia con un'ambasceria ricca di doni, Phaleg chiede in cambio di poter comprare tutte le schiave della città, ufficialmente giustificandosi con la scarsità di donne in Assiria. I tre tiranni sono scettici sulle sue motivazioni e intuiscono ci sia qualcos'altro dietro, ma decidono di fare buon viso a cattivo gioco e invitano Phaleg come ospite per la notte. Qui Tanit lo seduce e lo droga facendogli confessare le sue vere intenzioni mentre è in stato confusionario.
I tre decidono che devono scoprire quale schiava è Esperia per ucciderla, in quanto rappresenta una minaccia per il loro trono e per gli equilibri tra i sovrani la cui concordia è fragile e tesa (se uno dei due maschi la sposasse, acquisirebbe un vantaggio sugli altri due, e qualunque sovrano straniero lo acquisirebbe su Babilonia).
In realtà ciascuno di loro complotta contro l'altro: sia l'astuto Assur che il bellicoso Salmanassar vorrebbero sposarla per poter rivendicare l'Ellade, mentre Tanit intuisce di essere la più svantaggiata e medita di uccidere tutti. I tre decidono inoltre di fingere di rifiutare amichevolmente la proposta di Phaleg, organizzando in realtà un'imboscata per ucciderlo quando avrà oltrepassato il confine.
Il complotto sembra andare a buon punto ma viene interrotto da Ercole che sconfigge gli assalitori e salva Phaleg dalla morte. Il re assiro si mostra grato e gli propone di liberare Esperia in suo nome per portargliela come sposa, offrendogli un drappello di uomini per aiutarlo nell'impresa. Ercole finge di accettare, poiché non può riuscire da solo. Phaleg a sua volta finge di essergli alleato, ma alle sue spalle ordina al suo consigliere Behar di uccidere Ercole dopo che avrà liberato Esperia, perché intuisce che il suo vero scopo è di riportare la sua regina a occidente e quindi rappresenta un ostacolo per le sue ambizioni.
Una volta a Babilonia, Ercole e i suoi nuovi compagni vengono aiutati da Crisippo, fedele suddito di Esperia, e vengono ricevuti dai re che riconoscono in lui il mitico campione e lo accolgono come ospite per tenerlo sotto controllo. Durante il banchetto, Salmanassar lo sfida con delle prove per misurare la sua forza, in apparenza amichevoli, ma che in realtà mettono la sua vita in pericolo. Ercole supera tutte le sfide che gli vengono poste e mette in imbarazzo il tiranno svelando il suo inganno.
L'attentato a Ercole convince Behar che bisogna affrettarsi a recuperare Esperia. Grazie a Crisippo, che conosce la reggia e le sue segrete, i tre riescono a individuare dove sono rinchiuse le schiave e a riunirsi con Esperia. Non è ancora però il momento propizio per tentare l'evasione in sicurezza.
Mentre Ercole e Crisippo si allontanano dalle prigioni, si imbattono in Tanit e la origliano rivelare che sotto il palazzo di Babilonia c'è un complesso sistema di ingranaggi, leve e catene, progettato da Dedalo, che è collegato alle fondamenta della città e può farla crollare se messo in azione: Tanit progetta di fuggire con tutte le ricchezze del palazzo prima di far azionare il meccanismo dagli schiavi, così che lei rimarrà la sola sovrana in vita. Progetta inoltre di ingannare Ercole, facendogli credere che vuole aiutarlo e che portando gli schiavi ad azionare il meccanismo aprirà un passaggio segreto che permetterà a tutti di fuggire in sicurezza. Ercole finge di accettare.
In una visita successiva a Esperia, Ercole viene seguito nell'ombra da Assur che scopre così chi è Esperia. Assur prende l'iniziativa e decide di rapirla per sposarla e unire l'Ellade a Babilonia, così che non ci sia impero più grande, ma viene scoperto da Salmanassar che lo uccide come traditore. Nella confusione Ercole interviene e porta via Esperia fuori dalle mura.
A questo punto l'eroe decide di azionare gli ingranaggi in anticipo con la sua forza sovrumana, per impedire che i babilonesi li inseguino ed estirpare il male sin dalle radici, facendo crollare tutto. L'azione coglie di sorpresa Tanit, che deve fuggire senza bottino e medita di cercare rifugio da Phaleg, ma al tempo stesso le salva la vita, perché Salmanassar, resosi conto che anche lei era una traditrice, stava per colpirla con una freccia quando il palazzo gli crolla in testa.
Fuori dalla città ormai distrutta i compagni di Ercole gettano la maschera, Behar uccide Crisippo, cattura Esperia e invia un messaggero per avvisare Phaleg che la sta portando da lui; ma Talit pugnala Behar e cattura Esperia, per portarla a Phaleg a cui chiedere di avere salva la vita. Ercole raggiunge Behar in punto di morte e lui, pentito di ciò che ha fatto a colui che gli aveva salvato la vita, confessa il tradimento e chiede perdono a Ercole. Phaleg nel frattempo è arrivato con la sua cavalleria e inizia a combattere contro Ercole.
La battaglia è inizialmente a favore degli assiri che sono in maggioranza e ben organizzati, ma l'intervento degli schiavi elleni che Ercole aveva liberato capovolge la situazione. L'eroe riesce a uccidere il sovrano assiro e morto Phaleg le sue truppe si ritirano. Tanit, resasi conto di essere rimasta sola e senza alleati, per evitare di essere catturata, si suicida con un veleno che nascondeva nel suo anello. Alla fine Ercole, Esperia e gli elleni fuggono a occidente e ritornano finalmente nella loro terra.